# Rivalità Prost-Senna
La rivalità Prost-Senna si riferisce al dualismo sportivo, spesso animato da scontri in pista, che ha contraddistinto le carriere dei piloti automobilistici Alain Prost e Ayrton Senna, che corsero contemporaneamente in Formula 1 dal 1984 al 1991 e di nuovo nel 1993.
In particolare, in quattro stagioni i due si contesero il campionato del mondo: negli anni 1988 e 1989, quando entrambi militavano nella stessa scuderia, la McLaren; nel 1990, dopo il passaggio del francese alla Ferrari; e nel 1993, con Senna ancora in McLaren e Prost alla Williams.

## Storia

### Gli inizi
1988

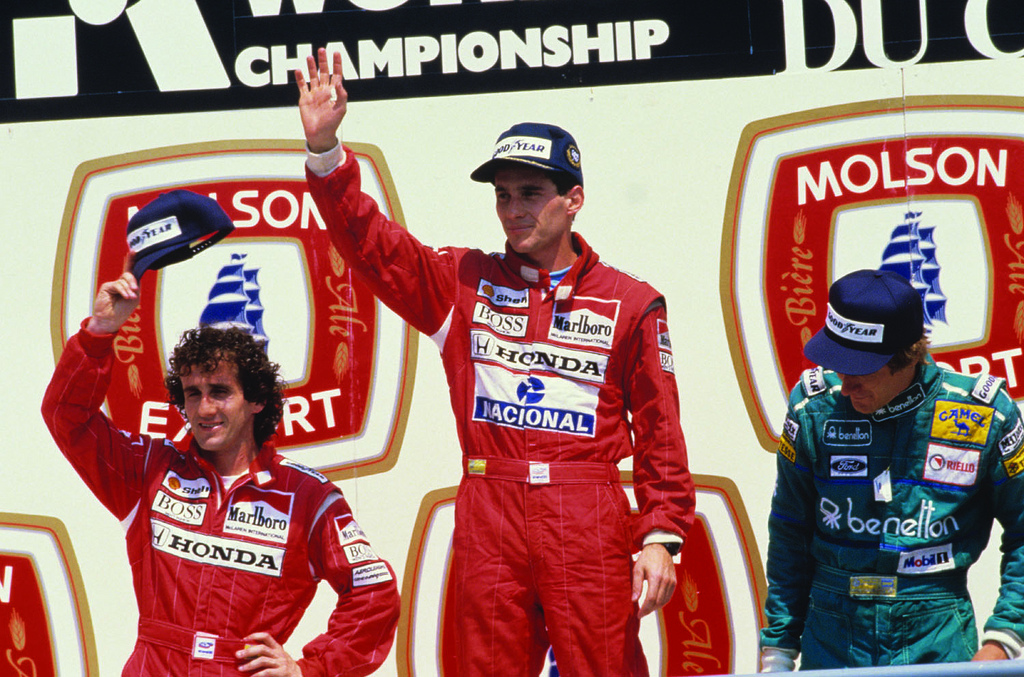
Senna sul gradino più alto del podio, davanti al compagno di squadra Prost, al termine del Gran Premio del Canada 1988. La stagione segnò l'inizio della grande rivalità in pista tra il brasiliano e il francese.

L'inizio della rivalità tra i due piloti risale al 1988, quando il brasiliano militava per la prima volta nella stessa scuderia per la quale il francese guidava ormai dal 1984, vincendo lui stesso due volte il campionato. Al Gran Premio del Portogallo ci fu il primo screzio, quando Ayrton Senna, mentre duellava con Alain Prost per la prima posizione, strinse il compagno di squadra contro il muretto; il francese, nonostante la vittoria ottenuta, accusò il compagno di squadra di aver compiuto una manovra pericolosa.
Prost chiuse il campionato a 105 punti totali, distanziando Senna relegato a 94; tuttavia, a causa del sistema di punteggio vigente all'epoca, in particolare per la regola degli scarti – che imponeva ai piloti di poter sommare solo i migliori 11 piazzamenti stagionali, eliminando i peggiori 5 dal computo finale –, fu il brasiliano a laurearsi campione del mondo con 90 punti effettivi contro gli 87 del francese. Fu la seconda e ultima volta, nella storia della Formula 1, in cui la regola degli scarti si rivelò decisiva per l'assegnazione del titolo piloti.

### L'intensificarsi della rivalità
1989
L'inizio della stagione vide un grande equilibrio tra Senna e Prost. Tra i due vi era una crescente rivalità, che andò accentuandosi al Gran Premio di San Marino: tra i due infatti vi era un accordo secondo il quale il pilota in testa dopo lo start, non avrebbe dovuto essere attaccato dal compagno in curva 1; alla prima partenza del GP di San Marino, Prost rispettò questo accordo, cosa che però non fece Ayrton al secondo start, superando Alain alla curva Tosa dopo aver perso la posizione allo stacco. A fine gara il francese giunse secondo dietro il brasiliano, e nei box "il professore" divenne furioso con il compagno di squadra. Il brasiliano successivamente negò tale accordo ma il pilota francese fece notare che anche John Hogan (membro dello sponsor Marlboro) fosse al corrente dell'esistenza di tale patto.
Il duello fra i due si intensificò anche fuori dalla pista, aggiungendo i giochi politici alla rivalità: da una parte Prost veniva accusato di amicizie col Presidente della FIA Balestre mentre Senna poteva godere dell'appoggio del Team Manager Ron Dennis e della Honda, ovvero il fornitore dei motori alla McLaren.
A metà stagione, Prost annunciò il passaggio alla Scuderia Ferrari per la stagione 1990; tale scelta aggravò le antipatie con Ron Dennis e il divario fra le due McLaren arrivò a toccare i due secondi al giro nelle prove libere del Gran Premio d'Italia, durante le quali Prost si infuriò circa il trattamento ricevuto dalla propria squadra, ottenendo il supporto di Nigel Mansell e Keke Rosberg.
Durante la gara di Monza, Senna aprì un notevole gap sul compagno (il quale dovette lottare con Mansell per difendere il secondo posto, cosa che fece nutrire ulteriori dubbi sulla differenza di propulsore tra la McLaren di Senna e le altre vettura sulla griglia che montavano un motore Honda) ma decise di continuare a spingere con il probabile obiettivo di umiliarlo; tale scelta tuttavia portò ad un eccessivo sforzo del propulsore e al conseguente guasto dello stesso; Prost vinse così il Gran Premio d'Italia e portò a 20 punti il vantaggio sul compagno di squadra a 4 gare dal termine.
Tuttavia, a causa del sistema di punteggio dell'epoca basato sugli 11 migliori piazzamenti stagionali, Prost poteva solo tentare di migliorare gli 11 risultati ottenuti in precedenza (e quindi non raccogliere i punti effettivi, bensì solo la differenza fra il peggior risultato tra quelli già ottenuti e il risultato del successivo GP da svolgere) mentre Senna aveva la chance di raccoglierne ben 36 qualora avesse vinto le restanti 4 gare.

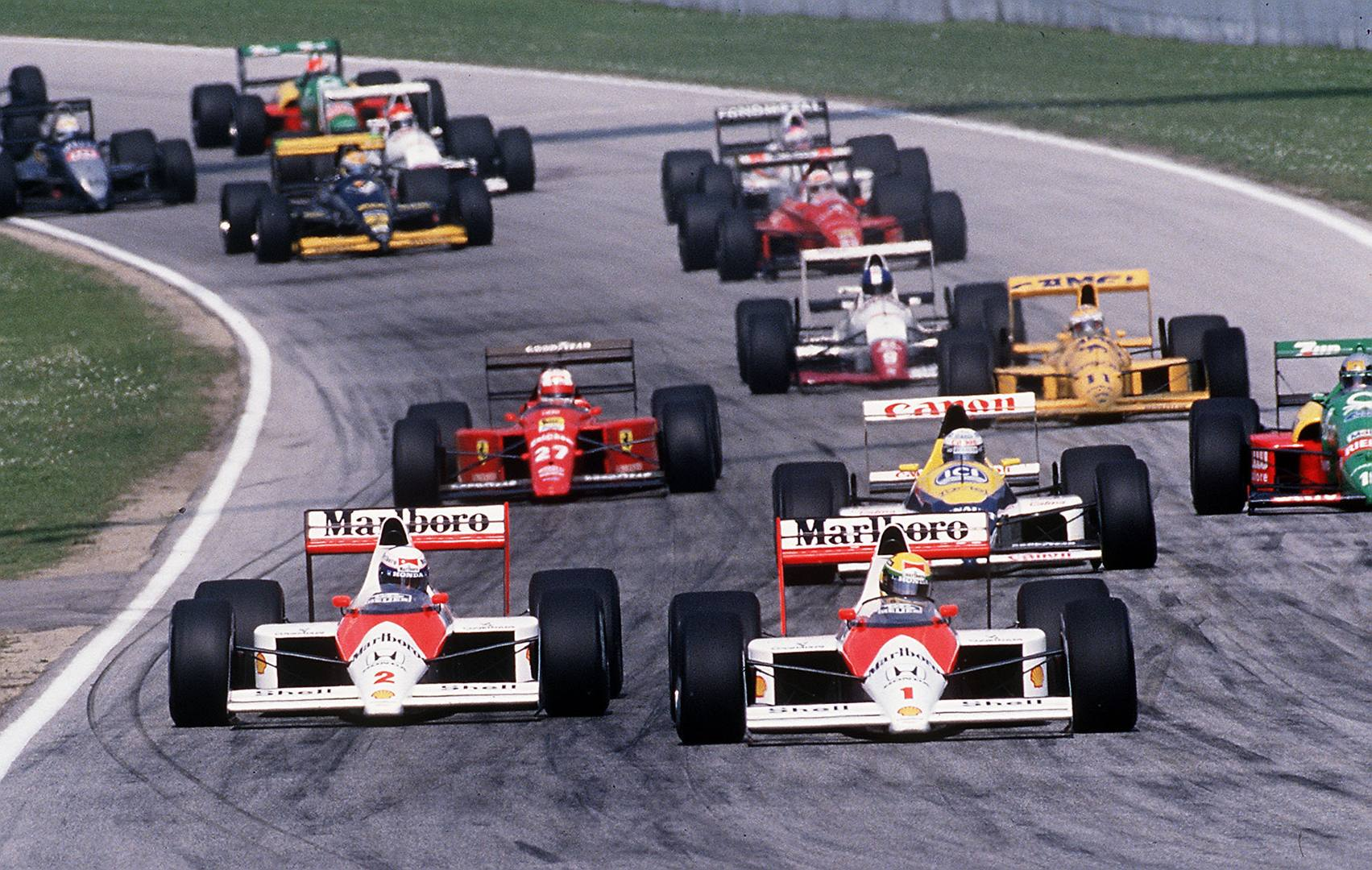
Senna sorpassa Prost alla ripartenza del Gran Premio di San Marino 1989, disattendendo al patto precedentemente siglato ai box tra i due circa il non attaccarsi durante il primo giro: l'episodio, passato alla storia come la guerra della Tosa (dal nome della curva al centro dell'episodio), fece divampare la rivalità tra i due piloti.

Alla penultima gara, il Gran Premio del Giappone sul circuito di Suzuka, Prost poteva contare 16 punti di vantaggio. Il brasiliano era ancora matematicamente in gioco solo grazie alla regola degli scarti, ma avrebbe potuto comunque laurearsi campione vincendo gli ultimi due Gran Premi; a Suzuka Ayrton conquistò la pole position, ma il francese era al suo fianco. Alla partenza Prost partì meglio del rivale e prese il comando, mantenendolo per circa metà corsa. Al 21º giro il francese rientrò ai box per il cambio gomme, seguito 3 giri dopo dal compagno di squadra. I cambi gomme però non cambiarono la situazione e Prost tornò al comando con un margine di relativa tranquillità. Il campione del mondo in carica però cominciò a recuperare diversi secondi, anche grazie alla maggior decisione nei doppiaggi, e a dieci giri dal termine era ormai in scia del rivale.
Al 47º giro avvenne il fatto decisivo: a Senna non bastava chiudere al secondo posto per tenere il Mondiale matematicamente in gioco, così decise di provare alla Casio Triangle (chicane del triangolo) un attacco disperato. In fase di frenata Senna uscì dalla scia dell'avversario e si portò tutto all'interno, mentre Prost cominciò a chiudere la traiettoria per impostare la curva in anticipo: il contatto era inevitabile, le due McLaren si agganciarono e scivolarono assieme lungo la via di fuga in asfalto. Prost uscì subito dalla vettura (lasciando inserita la marcia per rendere difficoltosa la rimozione), ma Senna restò in macchina, aspettando che le due vetture venissero sganciate, e si fece spingere dai commissari (cosa non permessa dal regolamento) che agirono per togliere la monoposto da una posizione pericolosa. Nel far questo, la McLaren si trovò nella leggera discesa verso il rettilineo e Senna poté far ripartire il motore Honda della sua macchina sfruttando la pendenza; quindi ripartì, tagliando la chicane ma comunque costretto allo slalom tra i pannelli di polistirolo. Senna passò sotto il traguardo per la 47ª volta, ancora al comando (il ritmo di gara dei due aveva infatti fatto guadagnare loro un enorme margine sulla Benetton di Alessandro Nannini, permettendogli di restare in testa nonostante il tempo perso). Senna però aveva l'alettone anteriore piegato e dovette rientrare ai box subito per sostituirlo a 5 giri al termine, e fu proprio Nannini a prendere il comando della corsa: Senna ripartì dai box, percorse tre giri a ritmo impressionante, recuperando una decina di secondi a Nannini, e, nello stesso punto del precedente incidente, lo superò per andare a vincere. Senna vinse e poteva ancora sperare nella vittoria nel mondiale vincendo l'ultimo gran premio di Adelaide.
Ma alla fine della gara, prima della premiazione, Senna venne squalificato, per aver tagliato la chicane in seguito all'incidente e per aver ricorso ad aiuti esterni per farsi rimettere in pista. Sul gradino più alto del podio salì Nannini. La McLaren fece quindi ricorso, ma l'appello venne respinto. In ogni caso però, non avrebbe portato a nessun cambiamento: Senna, nel frattempo, non era riuscito a trionfare ad Adelaide. Col ritiro di Senna si scrive il verdetto finale sulla stagione 1989: per la terza volta, Alain Prost è campione del mondo.
C'è un ultimo atto per quella stagione: a Senna venne sospesa la superlicenza per 6 mesi (con la teorica possibilità di non poter prendere parte alle prime gare della stagione 1990), a meno di scuse ufficiali al presidente della FISA Jean-Marie Balestre, accusato dal brasiliano di aver voluto favorire il rivale Prost. Ron Dennis, boss della McLaren, risolse la diatriba scrivendo personalmente la lettera di scuse, falsificando la firma del suo pilota. I problemi legali erano finiti: poteva cominciare una nuova stagione, con il neo-campione del mondo Prost passato nel frattempo al volante della Ferrari.
1990

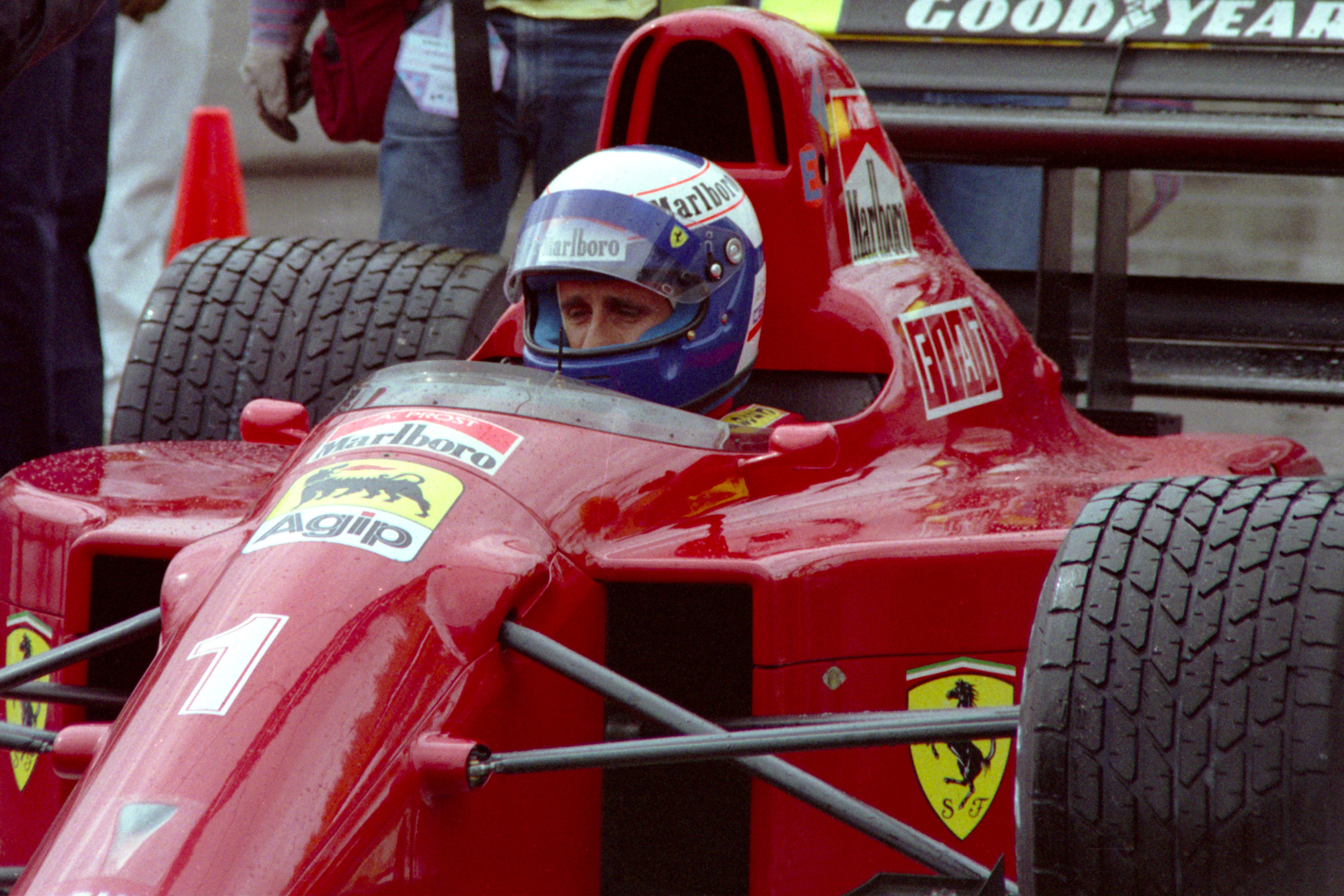
Prost all'esordio del campionato 1990, sul circuito di Phoenix, nell'abitacolo della sua nuova Ferrari 641 F1. L'epilogo della lotta al titolo si consumò a Suzuka, nel penultimo appuntamento del calendario: il volontario speronamento di Senna su Prost pose fine alle speranze iridate del francese, dando al brasiliano il mondiale; la discutibile mossa rinfocolò il loro sopito dualismo.

Stavolta la convivenza forzata degli eterni rivali è scongiurata: Prost ha accettato l'offerta della Scuderia Ferrari, mentre Senna è rimasto in McLaren. Chi si aspettava un periodo di stasi nel dualismo tra il francese e il brasiliano – per via dei dubbi sulla competitività della monoposto italiana – viene presto smentito: l'arrivo del campione in carica a Maranello, riporta in breve la Ferrari a lottare per il mondiale dopo anni di digiuno, facendo quindi proseguire la lotta personale in pista tra i due piloti.
I due rivali arrivano a Suzuka, penultima gara del campionato, in condizioni opposte a quelle dell'anno prima: stavolta è Prost che deve inseguire, e vincere entrambe le corse per continuare a sperare, mentre Senna si trova in una posizione relativamente tranquilla. Il brasiliano è a 78 punti, il francese a 69 ma, con il gioco degli scarti, e ammesso che entrambi vadano a punti nelle ultime due gare, Senna è costretto a eliminare 2 terzi posti, mentre Prost un quinto e un quarto; Alain a questo punto deve vincere entrambe le corse, oppure una sola ma arrivare almeno secondo nell'altra, purché in questa non sia Ayrton il vincitore.
Poco più di un mese prima a Monza c'era stata la pace clamorosa e inaspettata, in diretta televisiva. Di fronte a una sala gremita di giornalisti e addetti al lavoro per via di una conferenza stampa, un giornalista italiano aveva chiesto ad Ayrton Senna perché dovesse continuare questa guerra con Prost e perché non potevano fare pace. Il brasiliano fece buon viso a cattivo gioco e formulò una frase che suonava bene o male così: "Se da parte di Alain c'è il desiderio di porre fine a questa inimicizia io non posso che accettare..."; i due rivali si strinsero la mano, molti giornalisti applaudirono.
Ma non fu vera pace: per accorgersene, bastò aspettare il gran premio del Giappone. Le qualifiche vedono in pole position la McLaren nº 27 di Senna, affiancata dalla Ferrari di Prost. La domenica mattina viene deciso infatti che i piloti che si trovano in posizione dispari sullo schieramento (primo, terzo, ecc) partiranno dal lato destro della griglia, quello meno gommato, mentre saranno gli altri a partire sul sinistro e ad avere quindi maggiore aderenza al via: Senna attacca ancora Balestre, convinto che questo sia un altro complotto per favorire Prost.
In questa situazione è Prost a partire meglio e a prendere il via della corsa. 300 metri dopo il via c'è la prima curva, una svolta molto veloce verso destra. E lì si consuma il finale: Senna sperona all'interno Prost, le due macchine volano fuori, sulla sabbia, all'esterno della prima curva. Corsa finita per entrambi. Senna è campione del mondo, Prost e la Ferrari, con Fiorio, attaccano Senna e la McLaren. Le proteste cadono nel vuoto, il risultato non cambia, sarà la McLaren a correre con il numero 1 con Senna (e con il numero 2 con Berger) nel 1991. Qualche tempo dopo Senna ammise pubblicamente non solo di aver causato apposta l'incidente del 1990, ma di averlo anche premeditato, dopo essere stato collocato nel lato sporco della pista, ricordando anche l'episodio dell'anno precedente.

### L'interruzione
1991

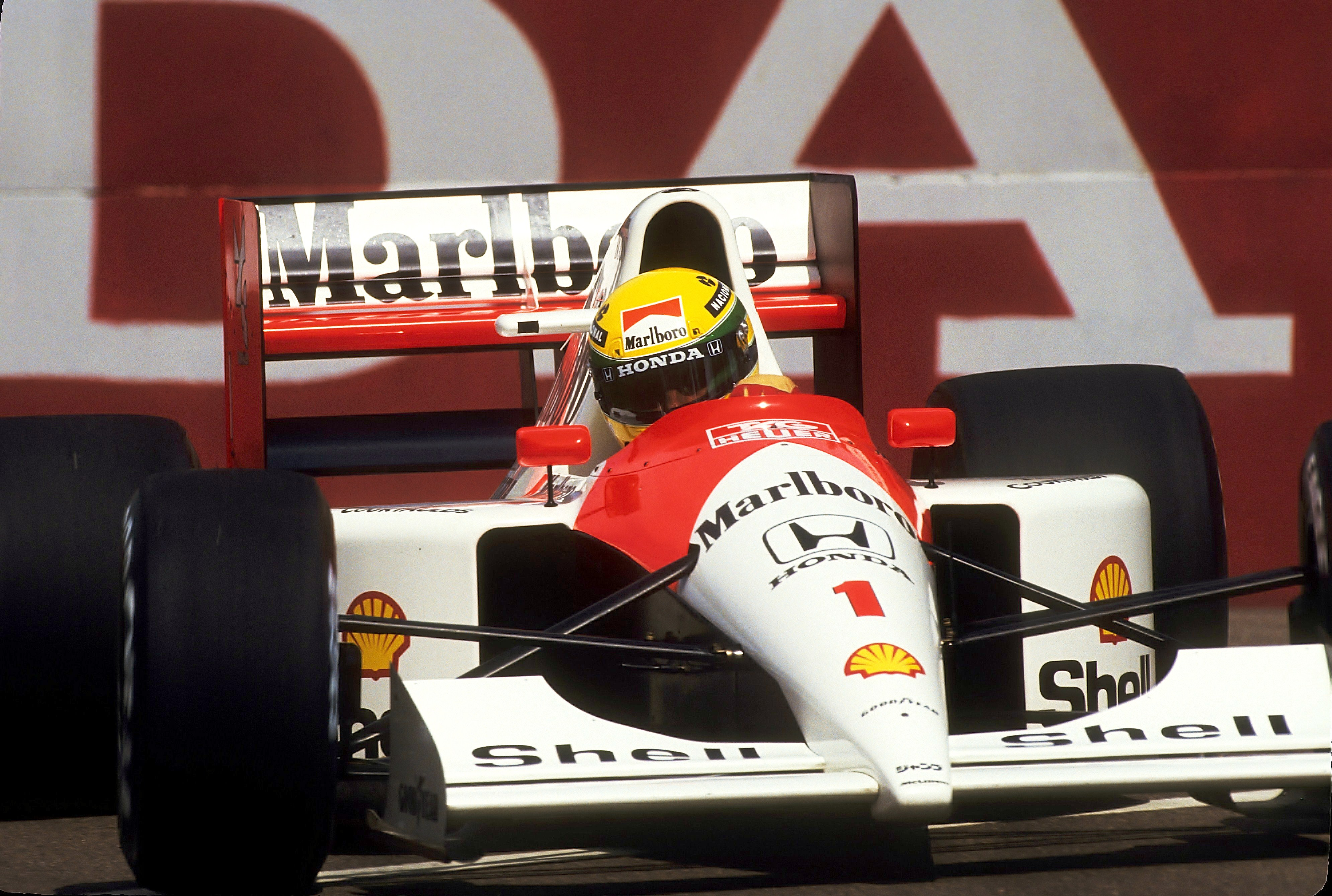
Senna alla guida della sua McLaren MP4/6 nel vittorioso Gran Premio degli Stati Uniti 1991, concluso davanti alla Ferrari di Prost. In quest'annata, la scarsa competitività della monoposto del francese contribuì a smorzare la rivalità tra i due, col brasiliano che conquistò agevolmente il suo terzo alloro.

La poca competitività della Ferrari nel 1991 contribuisce a smorzare i toni della polemica. Nonostante qualche scaramuccia (come a Hockenheim) e qualche parola di troppo, la portata della rivalità subisce una ridimensionata poiché con Prost relegato nelle posizioni di rincalzo non vi è più battaglia diretta fra i due. A Budapest c'è un secondo tentativo di riconciliazione.
Il rapporto fra Ferrari e Prost intanto va a rotoli: dopo aver mosso critiche alla squadra per tutto l'anno, dopo il licenziamento di Cesare Fiorio, il francese nelle interviste successive all'ennesima gara deludente (il quarto posto di Suzuka) paragona la sua vettura a un camion venendo in seguito licenziato prima della fine del campionato.
1992
Nel 1992, Prost si prende un anno sabbatico, pianificando il suo rientro l'anno successivo con la Williams-Renault. Mentre Mansell e Patrese facevano record su record in pista, Prost dietro le quinte si assicurava il sedile più ambito da tutti i piloti, Senna compreso, che con una McLaren in netto declino riusciva a ottenere qualche vittoria solo nelle rare occasioni in cui qualcosa andava storto alla compagine anglo-francese.
La polemica si spostò così dietro le quinte, poiché Mansell, che riuscì con largo anticipo a ottenere il tanto agognato titolo mondiale, venne appiedato a fine anno, lo stesso avvenne per il compagno di squadra Patrese. Senna, che dichiarava che alla Williams sarebbe andato anche gratis, non poté essere ingaggiato poiché Prost aveva fatto pressioni alla Renault per porre il veto sul brasiliano come suo compagno di squadra. Mansell emigrò quindi negli Stati Uniti d'America dove nel 1993 vincerà il titolo della IndyCar, mentre  come secondo pilota Williams fu assunto l'ex collaudatore e quasi debuttante Damon Hill.
Intanto, Senna meditava a sua volta di passare nella IndyCar (effettuò un test con la Penske) o comunque di non correre in Formula 1. La McLaren assunse infatti Michael Andretti, reduce da buone stagioni oltreoceano, e il promettente Mika Häkkinen, pur non perdendo le speranze di convincere il suo numero uno designato di presentarsi al mondiale. Alla fine Senna fu persuaso a mettersi alla prova, con un contratto a gettone da 1 milione di dollari da rinnovare di gara in gara.

### La ripresa
1993

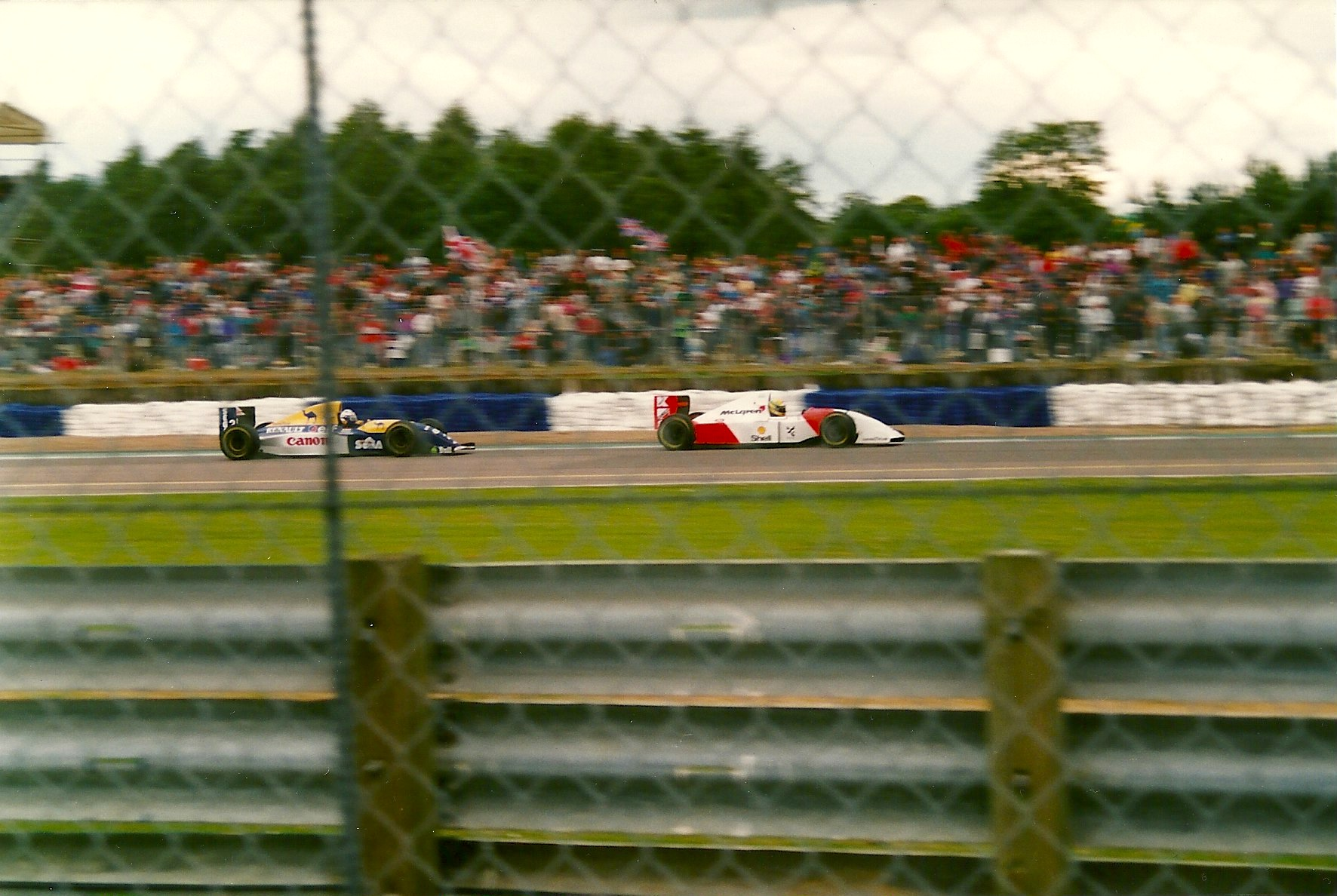
La Williams FW15C di Prost tallona la McLaren MP4/8 di Senna nel Gran Premio di Gran Bretagna 1993; il francese – campione del mondo per la quarta volta a fine stagione – vincerà la corsa, mentre il brasiliano concluderà fuori dal podio.

Il 1993 vedeva Prost grande favorito con la Williams-Renault, pronosticato da molti in grado di vincere 16 gare su 16, contro Senna sulla McLaren spinta dall'8 cilindri Ford (e nemmeno nella versione più evoluta, che per contratto spettava alla Benetton dell'astro nascente Schumacher).
In condizioni normali Senna poco poteva contro le Williams, ma la pioggia si dimostrò spesso un alleato determinante per il brasiliano. Così dopo una bella gara di debutto in Sudafrica vinta da Prost, ma con grande battaglia tra i due rivali almeno nei primi giri (e in cui piovve solo negli ultimi giri a giochi ormai fatti), in Brasile e in Inghilterra per il Gran Premio d'Europa a vincere fu proprio Senna, complice la pista bagnata. Soprattutto a Donington Park Senna fece il suo capolavoro: partito quinto, nel corso del primo giro andò in testa e finì per doppiare tutti (Prost, 3°, compreso) tranne Damon Hill, secondo. Prost pareggiò il conto a Imola (dove pure si partì con pista bagnata); ma a Monaco, grazie anche a problemi avuti da Prost in partenza, Senna vinse largamente superando il record di vittorie nel Principato di Graham Hill.
Nel prosieguo della stagione, Prost prese il largo, vincendo in Spagna, Canada, Francia, Gran Bretagna e (grazie alla sfortuna di Hill che bucò a un giro dalla fine) Germania. Hill si dimostrò sempre più competitivo e vinse in Ungheria, Belgio e Italia. In una stagione difficile per lui sotto il profilo dell'opinione pubblica e della stampa, con Senna che stava accordandosi con Frank Williams per il 1994.

### La fine
Prost annunciò il ritiro dalle corse in Portogallo, contestualmente alla conquista del suo quarto titolo, rinunciando così ad attaccare il record di Fangio. Senna così poté mettere le mani sul volante della monoposto più ambita: di lì a poco fu infatti ufficializzato il suo ingaggio in Williams per il 1994. Senna, ora decisamente più motivato di Prost, andò a vincere le due gare rimanenti in Giappone e Australia davanti al rivale. Ad Adelaide Senna, vincitore della gara davanti proprio a Prost e Damon Hill, alla consegna dei trofei sul podio fece salire Prost insieme a lui sul primo gradino, abbracciandolo.
1994
Con l'avvio della nuova stagione Senna si fece dare da un giornalista francese il numero di telefono di Prost. La rivalità che li aveva divisi era stata spietata, ma i due si stimavano molto: Senna lo aveva detto più volte, che l'unico avversario che temeva era Prost; gli altri non li contava. Nacque così una corrispondenza telefonica fra i due, con Senna che più volte esortava il francese a tornare a correre. A Imola, poco prima del tragico impatto in cui Senna perse la vita, Ayrton (che collaborava con una televisione francese) commentando un giro di pista direttamente dall'abitacolo, sapendo della presenza di Prost in autodromo come spalla tecnica del telecronista, disse le seguenti parole: "Un saluto speciale al mio... al nostro caro amico Alain. Ci manchi Alain..."
Al funerale di Senna nel cimitero di San Paolo, Prost fu tra i piloti che trasportarono a spalla il feretro del brasiliano, in un ultimo gesto di stima e amicizia.

## Mondiale di F1
| Pilota       | GP  | Mondiali | Vittorie | Pole | Giri veloci |
| ------------ | --- | -------- | -------- | ---- | ----------- |
| Alain Prost  | 202 | 4        | 51       | 33   | 41          |
| Ayrton Senna | 162 | 3        | 41       | 65   | 19          |